# Gersdorffite
La gersdorffite est une espèce minérale composée de sulfo-arséniure de nickel de formule NiAsS, avec des traces : Fe;Co;Sb;Cu.

## Inventeur et étymologie
Décrite par von Löwe en 1845. Dédiée à von Gersdorff, propriétaire de la mine en Styrie où fut découvert le minéral.

## Topotype
Zinkwand, Obertal, Schladminger Tauern, Schladming, Steiermark, Styrie en Autriche.

## Cristallographie
- Paramètres de la maille conventionnelle : a = 5.719, Z = 4 ; V = 187.05
- Densité calculée = 5,88

## Cristallochimie
Elle fait partie du groupe de la cobaltite.

## Gîtologie
Dans les veines des dépôts hydrothermaux formés à basse température.

## Minéraux associés
Annabergite, nickéline, nickelskuttérudite, cobaltite, ullmannite, mauchérite, löllingite, millérite, pyrite, marcassite et chalcopyrite.

## Synonymie
- amoibite (Kobell) [5]
- disosmose
- dobschauite
- plessite (Dana)

## Variétés
- corynite : (Syn. Antimonian Gersdorffite) Variété de formule Ni(As, Sb)S. Présente en Allemagne, en Autriche dans plusieurs gisements de Carinthie (Notamment  à Greinigstollen, Gaisberg, Olsa, Friesach[6]), en Bolivie, et en Russie (Sibérie).

En France dans la Mine de Ricoules Vielle-Brioude, Massiac, Haute-Loire.
- cobaltogersdorffite (synonyme Cobaltoan Gersdorffite) : variété de formule idéale(Ni, Co)AsS. Retrouvée dans une région de Chine, mais aussi en Finlande, et en Afrique : Zimbabwe et Afrique du Sud.

## Utilité
Peut être utilisé comme minerai de nickel.

## Gisements remarquables
- Allemagne

Lobenstein, Vogtland, Saxe
- Canada

Carrière Poudrette, Mont Saint-Hilaire, Rouville Co., Québec.
- France

Mine de Montbelleux, Luitré, Ille-et-Vilaine
Lacaune-les-Bains, Tarn
Claï, Saint-Étienne-de-Tinée, Alpes-Maritimes
- Maroc

Aït Ahmane, Bou Azzer, Taznakht, Province de Ouarzazate Maroc.
- Chine

Baimazhai Jinping Co., Hongh, Région du Yunnan, Chine.

## Galerie

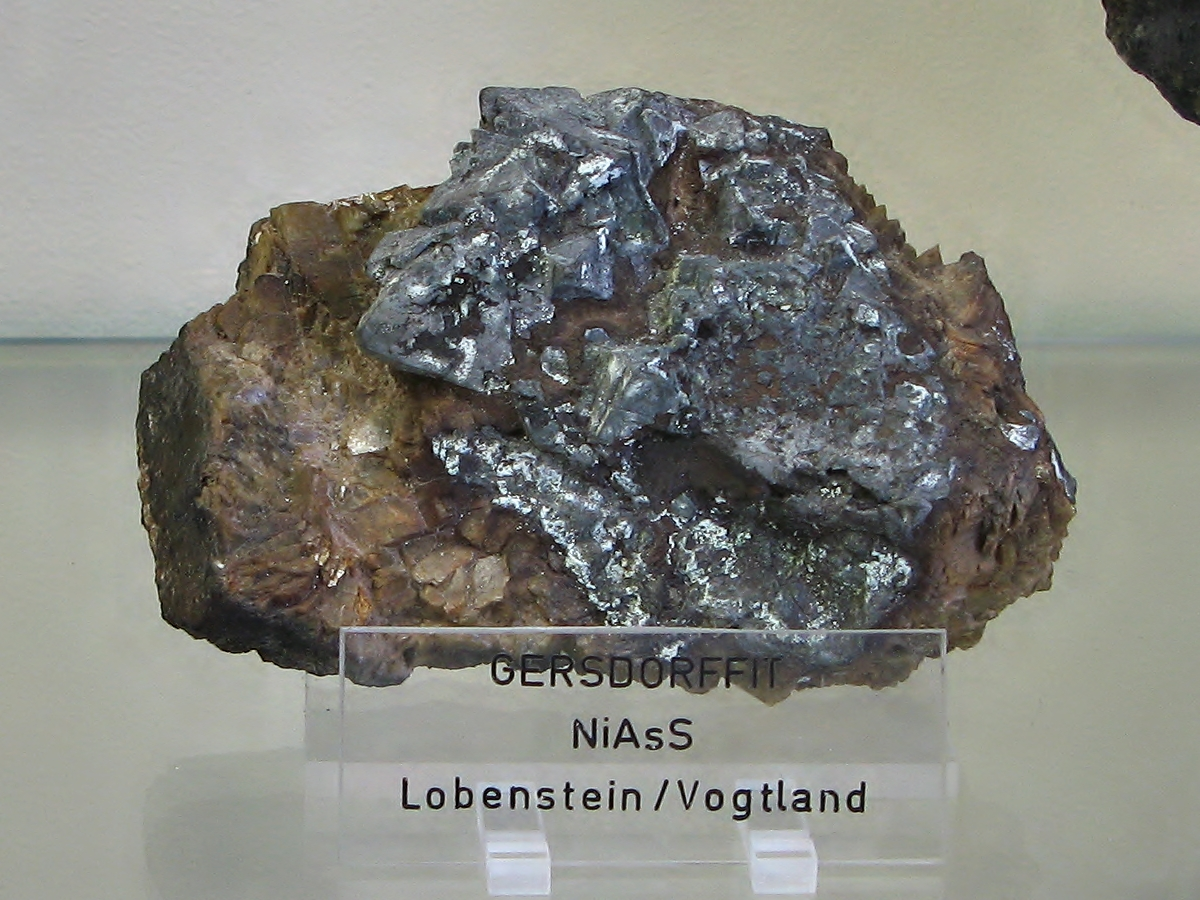
Gersdorffite - Lobenstein, Vogtland Allemagne